# Майдов, Неманья
Неманя Майдов (серб. Немања Мајдов, род. 10 августа 1996, Источно-Сараево) — боснийский, позже сербский дзюдоист, чемпион мира 2017 года, чемпион Европы 2023 года, двукратный призёр чемпионатов мира и двукратный серебряный призёр чемпионатов Европы, серебряный призёр Средиземноморских игр. Участник летних Олимпийских игр 2020 и 2024 годов.

## Карьера
Родился в городе Источно-Сараево. Выступает в средней весовой категории (до 90 кг). В 2011—2012 годах становился победителем первенства Боснии и Герцеговины среди кадетов. В 2013 году повторил этот свой успех уже на первенстве Сербии среди кадетов. В том же году стал серебряным призёром первенства мира среди кадетов. В 2014—2016 годах — сначала серебряный призёр, а затем дважды победитель первенства Сербии среди юниоров. В 2011 году — чемпион, а на следующий год — бронзовый призёр чемпионата Боснии и Герцеговины среди взрослых. В 2014—2016 годах — чемпион Сербии. В 2017 году стал чемпионом мира. На следующий год — серебряный призёр чемпионата Европы и Средиземноморских игр.
На предолимпийском чемпионате мира 2019 года, который проходил в Токио завоевал бронзовую медаль, победив в поединке за третье место соперника из Венгрии Кристиана Тота.
В 2020 году на чемпионате Европы в ноябре в чешской столице, Неманья смог завоевать серебряную медаль в весовой категории до 90 кг. В финале он уступил спортсмену из России Михаилу Игольникову.
Участвовал во всеобщих выборах в Сербии в 2022 году по списку коалиции «Александр Вучич — Сербия не должна останавливаться» как независимый кандидат.
Весной 2024 года на предолимпийском чемпионате мира, который состоялся в Объединённых Арабских Эмиратах, Неманья завоевал серебряную медаль. В финале он уступил сопернику из Японии Гоки Таджими.
На Олимпийских играх 2024 года в Париже в категории до 90 кг выбыл после первой же своей схватки на стадии 1/8 финала, проиграв Теодоросу Целидису из Греции после того, как Майдову были показаны три жёлтые карточки. Майдов не согласился с решением судей и обвинил их в предвзятости, в соцсетях называл судей «сатанистами». Организация не отреагировала на заявления Майдова в соцсетях, зато упрекнула в демонстрации религиозного жеста и отказе пожать руку оппоненту.  После Олимпийских игр был дисквалифицирован на 5 месяцев.